# Johan Wallmo
Johan Wallmo, född 1789, död 1834, var en svensk bankkamrer och tecknare.
Han var son till bruksinspektoren Per Wallmo och Anna Elisabeth Ahlbom samt från 1814 gift med Gustava Westerberg. Wallmo studerade teckning för ritmästaren Pehr Gerhard Gahm och medverkade i Konstakademiens utställningar i Stockholm med teckningar utförda i svartkrita.